# Skalnivå
Skalnivå, datanivå och mätskala är synonyma statistiska begrepp som används för att klassificera variabler utifrån vilka typer av svarsalternativ de har. Variabler med olika typer av svarsalternativ innehåller olika mycket information och kan användas till olika typer av statistiska analyser. Man brukar skilja på följande mätskalor:
- Nominalskala (svarsalternativen saknar rangordning)
- Ordinalskala (svarsalternativen är rangordnade men avstånden mellan svarsalternativen kan inte avgöras)
- Intervallskala (svarsalternativen är rangordnade och har specifika avstånd till varandra, men det finns ingen given nollpunkt)
- Kvotskala (svarsalternativen är rangordnade med specifika avstånd till varandra och det finns en given nollpunkt)

Variabler som endast kan mätas enligt en nominalskala eller ordinalskala kallas med ett gemensamt namn kvalitativa variabler eller kategorivariabler och de som kan mätas enligt en intervallskala, kvotskala eller absolutskala kallas kvantitativa variabler. För kvantitativa variabler är det möjligt att beräkna medelvärde, varians och standardavvikelse. Detta är inte möjligt för kvalitativa variabler.
Begreppet skalnivå lanserades av den amerikanske psykologen Stanley Smith Stevens i en artikel 1946 i tidskriften Science.

## Nominalskala
Det man mäter med en nominalskala kan kategoriseras men inte rangordnas. Exempel på nominalskalevariabler är kön, yrke och sjukdomstyp. Variabelns olika värden kan endast beskrivas med ord, exempelvis man/kvinna, läkare/sjuksköterska/städare/säljare.
För variabler som mäts enligt en nominalskala är det möjligt att beräkna typvärde, men inte median eller aritmetiskt medelvärde.

## Ordinalskala
Variabelns olika värden kan rangordnas, men det går inte att på något meningsfullt sätt ange skillnader eller avstånd mellan värdena. Exempel är utbildning som kan anta värdena grundskola/gymnasium/högskola/forskarutbildning. Det går att ordna värdena efter stigande utbildningsnivå, men man kan inte tilldela en viss utbildning något numeriskt värde och därmed heller inte avgöra om skillnaden mellan det första och det andra svarsalternativet är större eller mindre än till exempel skillnaden mellan det andra och tredje svarsalternativet.
För en variabel mätt enligt denna skala är det möjligt att beräkna typvärde, median, och percentiler, men inte aritmetiskt medelvärde, varians eller standardavvikelse.

## Intervallskala
I detta fall kan det man mäter tilldelas ett numeriskt värde med ett konstant avstånd mellan de olika värdena. Ett exempel är temperatur mätt i grader Celsius. Det är här meningsfullt att ange skillnaden mellan två mätvärden. 20 grader Celsius är 10 grader varmare än 10 grader Celsius och 30 grader är ytterligare 10 grader varmare. Däremot är det inte riktigt att påstå att det en dag är dubbelt så varmt som föregående dag eftersom nollpunkten är godtycklig och det finns negativa temperaturvärden.
För variabler mätta enligt denna skala är det möjligt att beräkna både typvärde, median och aritmetiskt medelvärde.

## Kvotskala
Det som mäts kan beskrivas med ett kontinuerligt varierande numeriskt värde, och det finns ett entydigt sätt att definiera ett nollvärde. Därmed kan man jämföra storleken mellan de olika värdena. Exempel är kroppslängd mätt i centimeter. En person kan vara dubbelt så lång som en annan. Även temperatur mätt i kelvin mäts enligt en kvotskala eftersom nollpunkten här är absolut och det inte finns några negativa temperaturvärden. Märk väl att det inte är i princip omöjligt att uppmäta negativa värden på en kvotskala. Exempelvis kan en persons samlade ekonomiska tillgångar anta ett negativt värde på en kvotskala om personens skulder överstiger dennes tillgångar. Endast för variabler som mäts enligt en kvotskala är det meningsfullt att multiplicera och dividera mätvärdena.

## Absolutskala
Det som mäts uppfyller alla krav för en kvotskala, men förutom en naturgiven nollpunkt finns här även en naturgiven måttenhet (stycken, individer, perioder m m.). Variabeln uttrycks i antalet sådana enheter, men inte nödvändigtvis i naturliga tal (exempelvis genomsnittliga antalet barn födda per kvinna). En absolutskala kan analyseras på samma sätt som en kvotskala.